# Château de Thy-le-Château

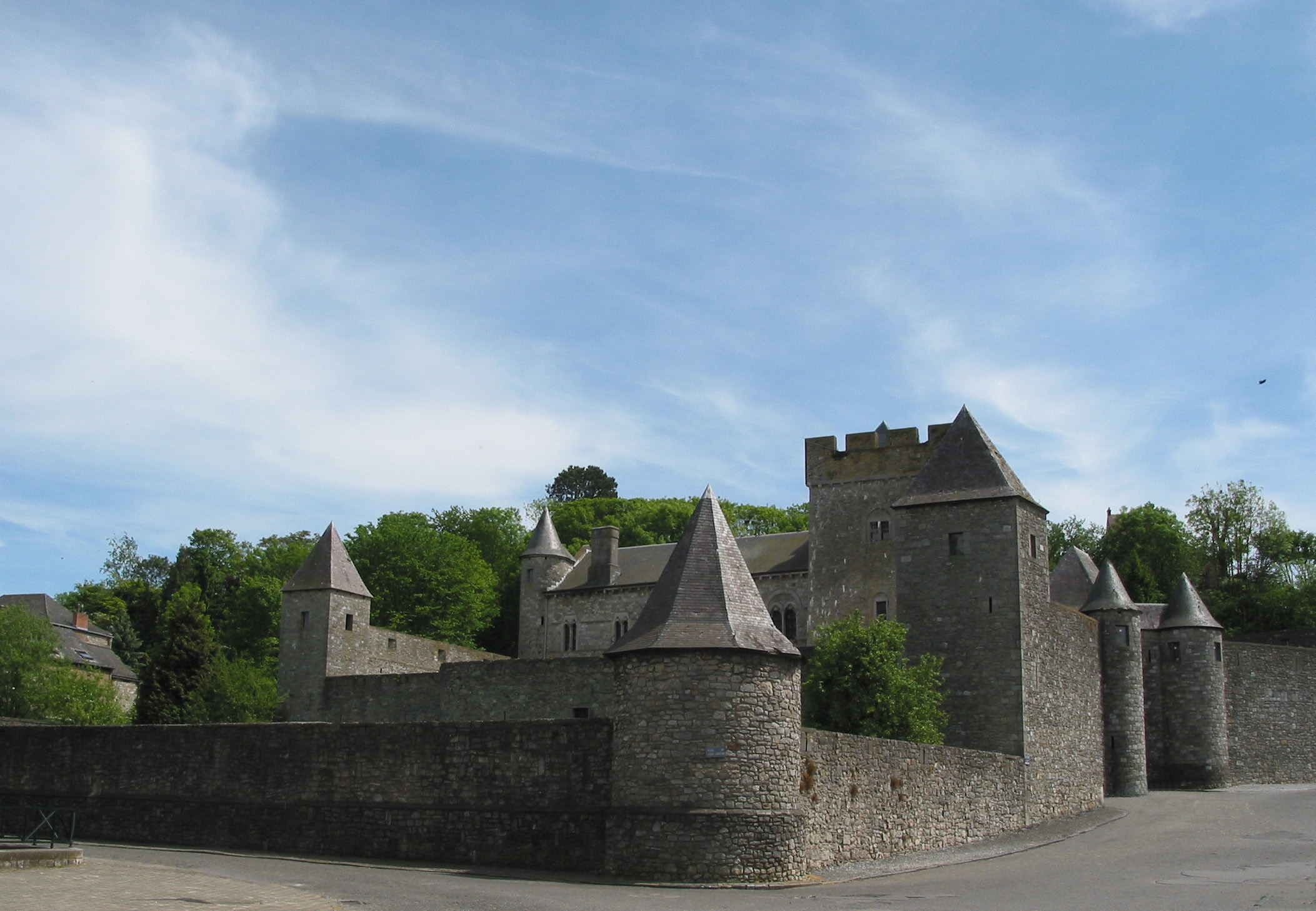
Le château de Thy-le-Château

Le château de Thy-le-Château est un château médiéval situé en Wallonie à Thy-le-Château, dans la province de Namur, en Belgique. Il trouve son origine au XIIe siècle, où il sert de forteresse militaire pour plusieurs familles nobles. À la Révolution française, il se retrouve dans un état de délabrement avancé. Le château a été restauré en 1939.